# Milicki
Milicki là một huyện thuộc tỉnh Dolnośląskie của Ba Lan. Huyện có diện tích 715 km². Đến ngày 1 tháng 1 năm 2011, dân số của huyện là 37087 người và mật độ 52 người/km².